# Симанские
Сима́нские — дворянские роды.
Один из них восходит ко второй половине XVII века. Александр Лукич Симанский был вице-адмиралом и главным командиром Рижского порта (1801). Этот род внесён в VI часть родословных книг Псковской, Московской, Новгородской и Санкт-Петербургской губерний.
Другой род Симанских, известный с 1668 года, внесён во II часть родословной книги Нижегородской губернии.

## Описание герба
Щит разделён горизонтально золотою Полосою на две части, из коих в верхней в красном поле изображена Рука из Облака выходящая, держащая натянутый Лук со Стрелою, обращённою остроконечием перпендикулярно вниз; а по сторонам этого Лука видны серебряные Луна и восьмиугольная Звезда. В нижней части в голубом поле на середине волнующегося моря означен Остров, и в заливе его серебряный Якорь.
Щит увенчан дворянскими шлемом и короной. Нашлемник: три страусовых пера. Намёт на щите голубой и красный, подложенный золотом. Герб рода Симанских внесён в Часть 3 Общего гербовника дворянских родов Всероссийской империи, стр. 91.

## Известные представители
- Симанский Семой Салтанович — арзамасский городовой дворянин (1627—1629).
- Симанский Дмитрий Осипович — московский дворянин (1627—1640).
- Симанский Лаврентий Богданович — московский дворянин (1658—1668).
- Симанский Афанасий Богданович — московский дворянин (1669—1677).
- Симанский Пётр Афанасьевич — стряпчий (1693).
- Симанские: Иван Афанасьевич, Максим и Иван Лаврентьевичи — стольники (1688—1692)[2].
- Пахомий (Симанский) Епископ Русской Православной Церкви .
- Патриарх Алексий I (Симанский), предстоятель Русской Православной Церкви, 14 Патриарх Московский и всея Руси